# 常呂郡
常呂郡（日语：／ Tokoro gun */?）為日本北海道鄂霍次克綜合振興局的郡，位於鄂霍次克綜合振興局中部。
郡名源自阿伊努語的「to-kor-pet」（有湖的河流）或「tu-kor」（有山岬的地方）。

## 轄區
轄區包含3町：
- 訓子府町
- 置戶町
- 佐呂間町

## 沿革

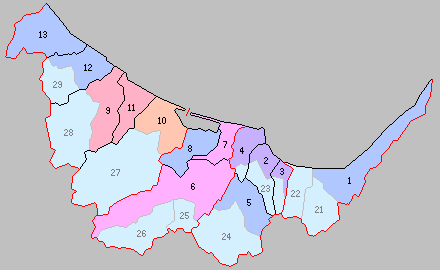
北海道一・二級町村制施行時常呂郡下辖町村（6.野付牛村 7.常呂村 8.鐺沸村 桃：北見市 水色：分立現存町村 25.訓子府村 26.置户村）

- 1869年8月15日：北海道設置11國86郡，北見國常呂郡成立。
- 1897年11月：北海道實施支廳制，北見國常呂郡隸屬網走支廳之管轄，此時常呂郡下轄野付牛村、生顏常村、常呂村、少牛村、太茶苗村、手師學村、鐺沸村。[3]（7村）
- 1909年4月1日：野付牛村、生顏常村合併為野付牛村，並成為北海道二級村。（6村）
- 1915年4月1日：（5村）
  - 置戶村、武華村從野付牛村分割獨立設置，並成為北海道二級村。
  - 野付牛村成為北海道一級村。
  - 常呂村、少牛村、太茶苗村、手師學村合併為常呂村，並與鐺沸村同時成為北海道二級村。
- 1915年11月1日：鐺沸村改名為佐呂間村。
- 1916年4月1日：野付牛村改制為野付牛町。（1町4村）
- 1920年6月1日：訓子府村從置戶村分割獨立設置。（1町5村）
- 1921年4月1日：相內村和端野村從野付牛町分割獨立設置。（1町7村）
- 1921年6月15日：武華村改制並改名為留邊蘂町。（2町6村）
- 1929年4月1日：相內村和端野村成為北海道一級村。
- 1938年4月1日：留邊蘂町成為北海道一級町。
- 1942年6月10日：野付牛町改制並改名為北見市，並脫離常呂郡之管轄。（1町6村）
- 1943年4月1日：佐呂間村成為北海道一級村。
- 1943年6月1日：北海道一級二級町村制廢止。常呂村、置戶村和訓子府村成為內務省指定村。
- 1946年10月5日：指定町村制廢止。
- 1948年4月1日：若佐村從佐呂間村分割獨立設置。（1町7村）
- 1950年1月1日：置戶村改制為置戶町。（2町6村）
- 1950年11月1日：常呂村改制為常呂町。（3町5村）
- 1950年11月15日：紋別郡下湧別村（現湧別町）的部份區域併入佐呂間村。
- 1951年11月1日：訓子府村改制為訓子府町。（4町4村）
- 1953年4月1日：佐呂間村改制為佐呂間町。（5町3村）
- 1956年9月30日：（5町1村）
  - 相內村被併入北見市。
  - 若佐村和佐呂間町合併為新設立的佐呂間町。
- 1961年9月1日：端野村改制為端野町。（6町）
- 2006年3月5日：端野町、留邊蘂町、常呂町和北見市合併為新設立的北見市，並脫離常呂郡之管轄。（3町）